# ニッカ・ザ・麦焼酎
ニッカ・ザ・麦焼酎（ニッカ・ザ・むぎじょうちゅう）は、ニッカウヰスキーが製造し、アサヒビールが販売する麦焼酎である。

## 概要
2017年6月27日に発売される。減圧蒸溜によるすっきりとした味わいの原酒と常圧蒸溜による麦の薫りがしっかりと感じられる原酒
を採用するとともに、複数の樽に貯蔵した原酒をブレンドをすることで、多様な薫りの調和を図っている。アルコール度数（分）は25度（%）、製造は千葉県柏市にあるニッカウヰスキー柏工場が担当。なお、販売地区は全国にて販売される。

## ラインナップ
- 700ml

## 外部サイト
- ニッカ・ザ・麦焼酎- ニッカウヰスキー